# Kalsoy

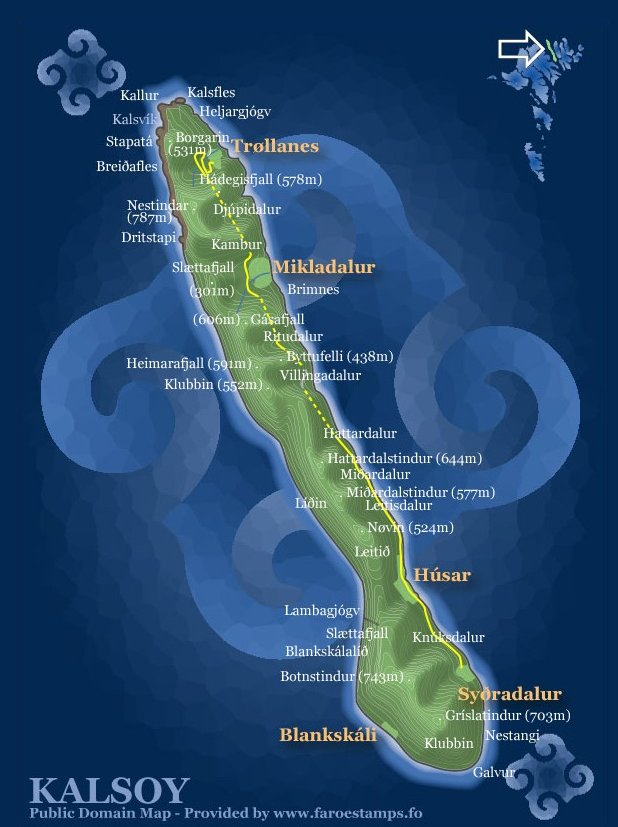
Mapa Kalsoy

Kalsoy (far. wym. [ˈkalsɔi], duń. Kalsø) – to dość spora wyspa w północnej części archipelagu Wysp Owczych, zwanej Norðoyar. Powierzchnia, 30,9 km² i 147 osób dają wyspie w obu kategoriach dziewiąte miejsca. Najwyższą z 13 gór jest Nestindar posiadający 788 m n.p.m., a pozostałe to: Botnstindur (743 m n.p.m.), Gríslatindur (703), Hattardalstindur (644), Gásafjall (606), Heimarafjall (591), Hádgegisfjall (578), Miðarldstindur (577), Klubbin (552), Borgarin (531), Nøvin (524), Byttufelli (438) oraz Slætafjall (301). Wyspa posiada także dwie rzeki.
Na Kalsoy są dwie osady, tworzące dwie, osobne gminy: Mikladalur (ok. 79 osób) oraz Húsar (ok. 68) oraz trzy, mniejsze: Trøllanes (ok. 23), Syðradalur (ok. 13) oraz Blankskáli (b.d.). Na północnym brzegu, zwanym Kallur jest latarnia morska.
Na wyspę dostać się można za pomocą promu, który kursuje regularnie od wiosek Húsar i Syðradalur do Klaksvíku. Tę samą trasę przebywa również łódź pocztowa (Barsskor). Między wioskami Húsar i Trøllanes kursuje autobus, jadący przez ponad dwukilometrowy tunel, dziś rzadko używany, odkąd populacja drugiej z wiosek drastycznie spadła.